# Chiesanuova
Chiesanuova är en av republiken San Marinos nio kommuner, castelli. Chiesanuova har en befolkning på 1 029 invånare (2006) och en yta på 5,46 km². 
Kommunen gränsar till San Marino och Fiorentino, samt de italienska kommunerna Sassofeltrio, Verucchio och San Leo.

## Historia
Kommunen kommer ursprungligen från är slottet Busignano och dess territorium då invånarna den 10 februari 1320 frivilligt valde att ansluta sig till Republiken San Marino. Det nuvarande namnet går tillbaka till 1500-talet då kyrkan S. Giovanni Battista in Curte byggdes men som inte längre finns.

## Administrativ indelning
Chiesanuova är indelat i 7 administrativ enhet (curazie):
- Caladino, Confine, Galavotto, Molarini, Poggio Casalino, Poggio Chiesanuova, Teglio